# Alti Tauri
Gli Alti Tauri (Hohe Tauern in tedesco) sono una sottosezione delle Alpi dei Tauri occidentali, poste in Austria (Tirolo, Salisburghese e Carinzia) ed in minima parte in Italia (Provincia autonoma di Bolzano). La vetta più alta è il Großglockner che raggiunge i 3.798 m s.l.m., con buona parte del territorio degli che è protetto dal Parco nazionale Alti Tauri.

## Classificazione

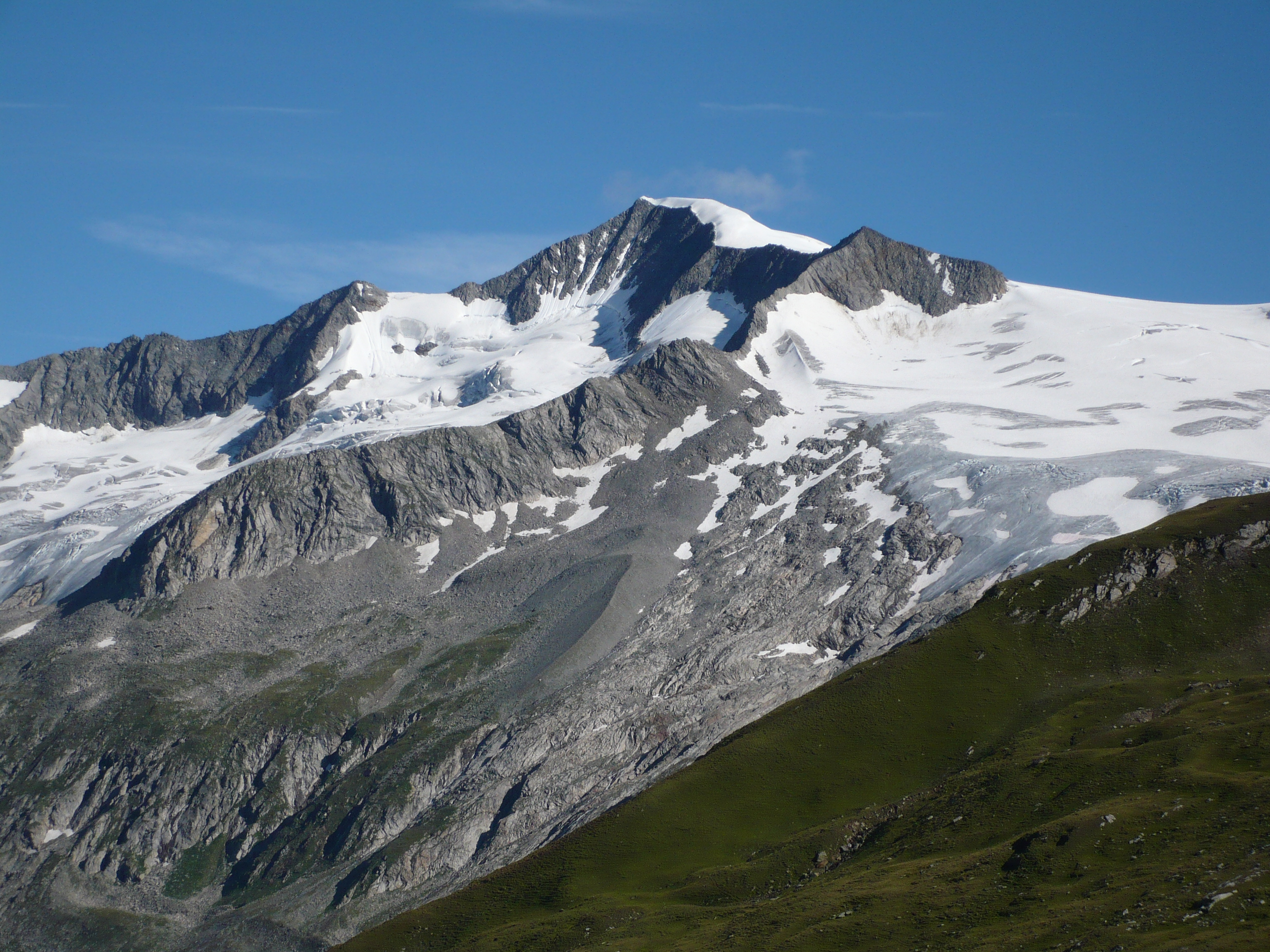
Il Großvenediger.

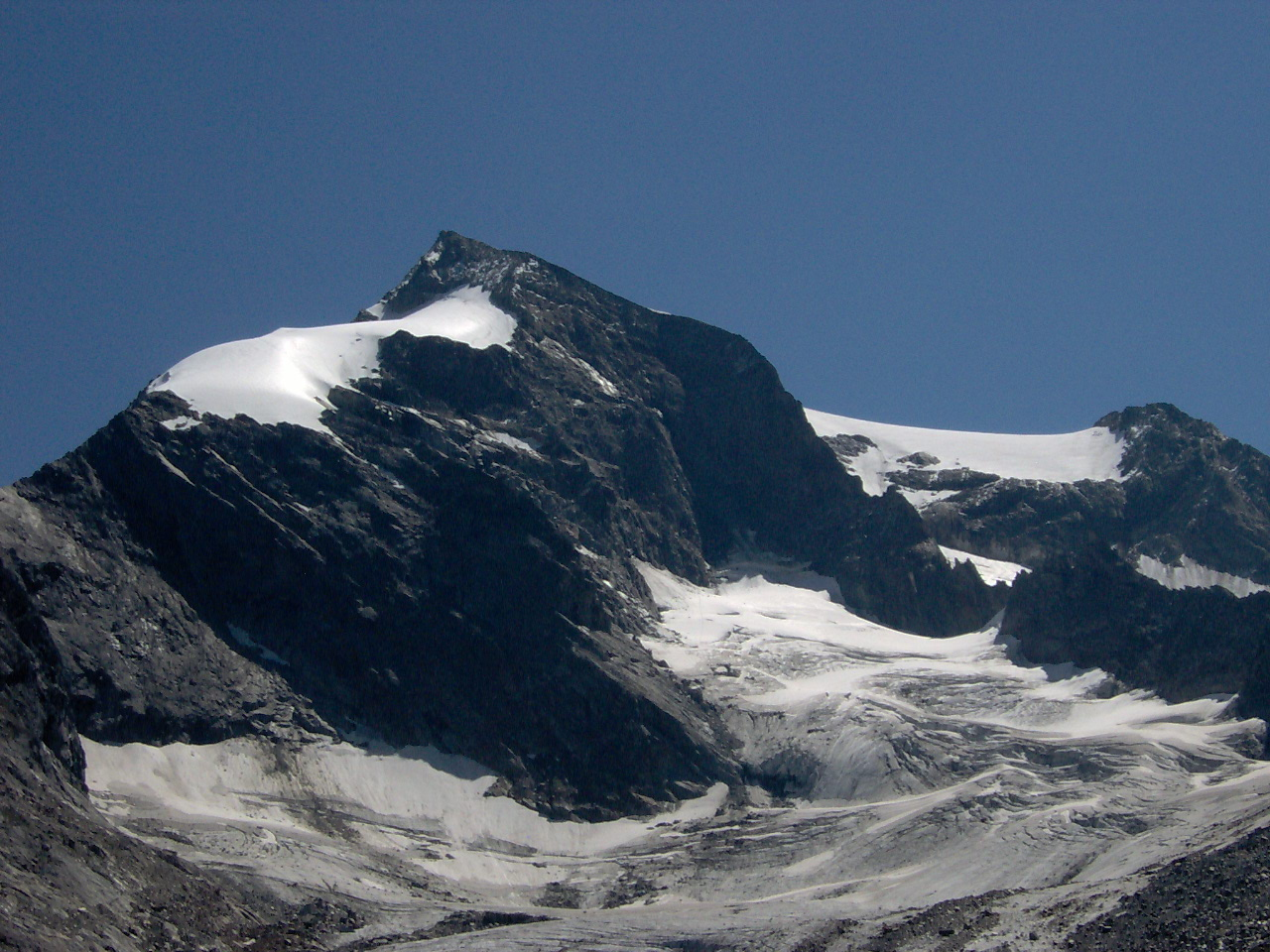
Picco dei Tre Signori

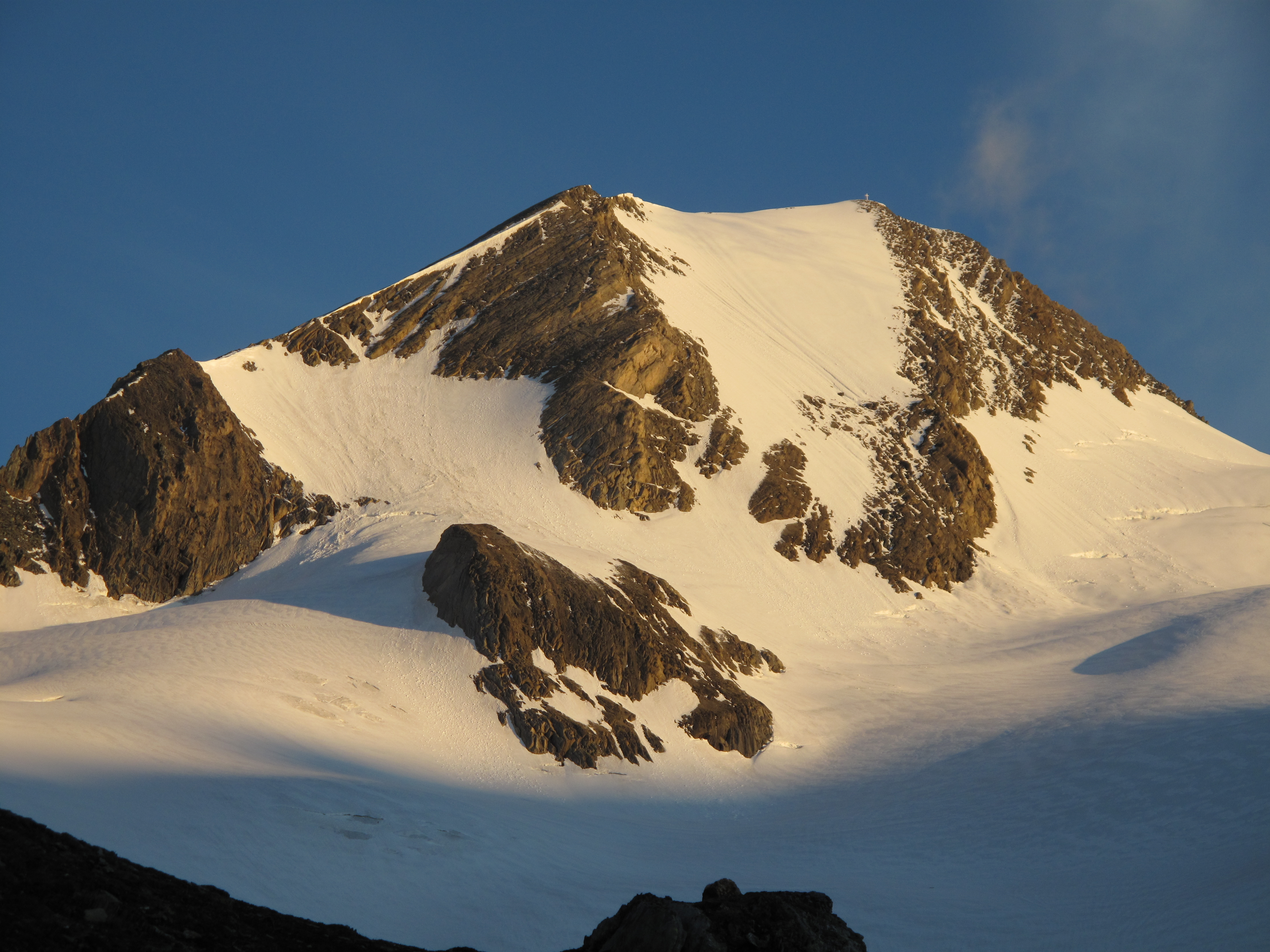
Pizzo Rosso

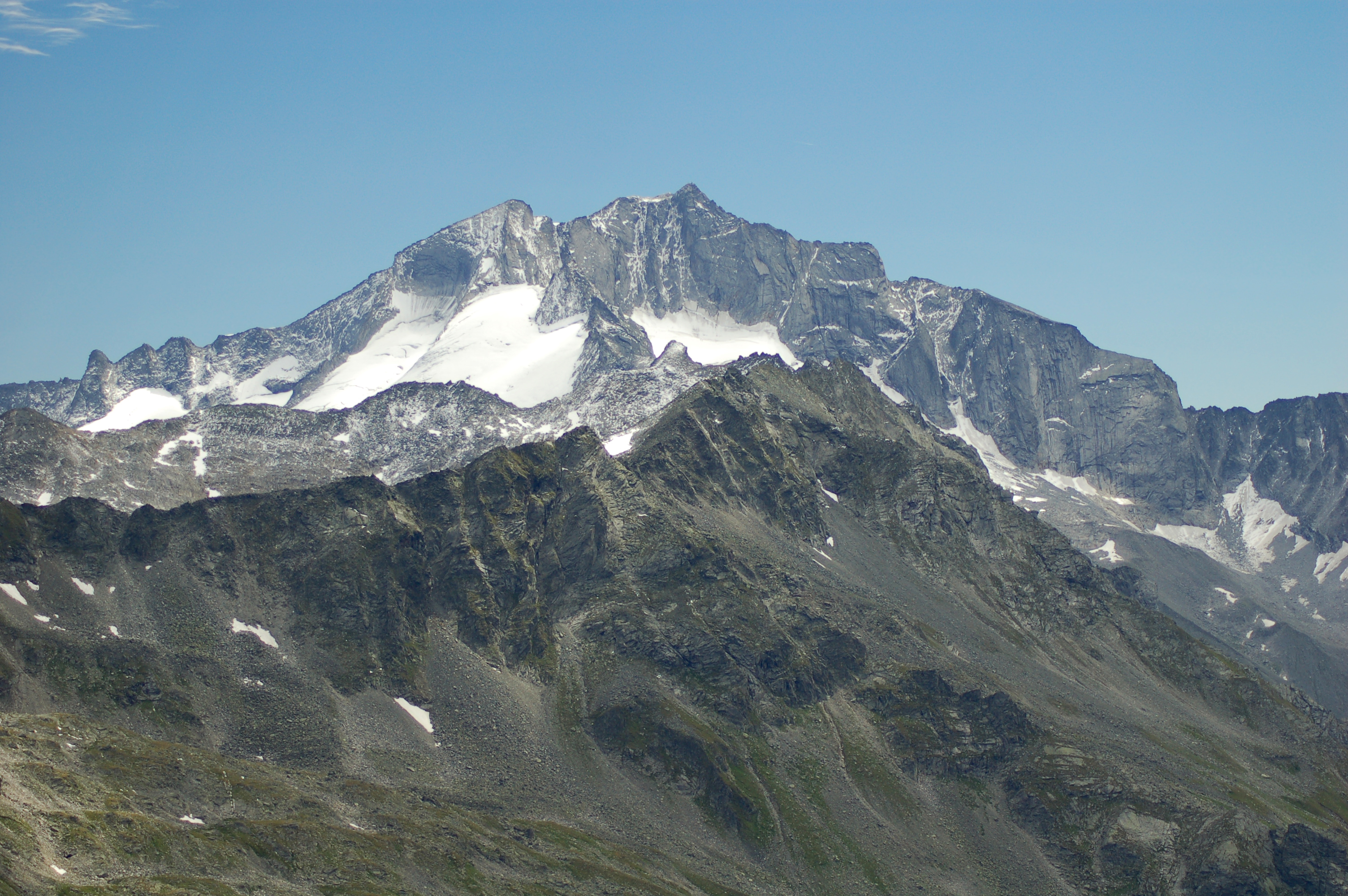
Hochalmspitze

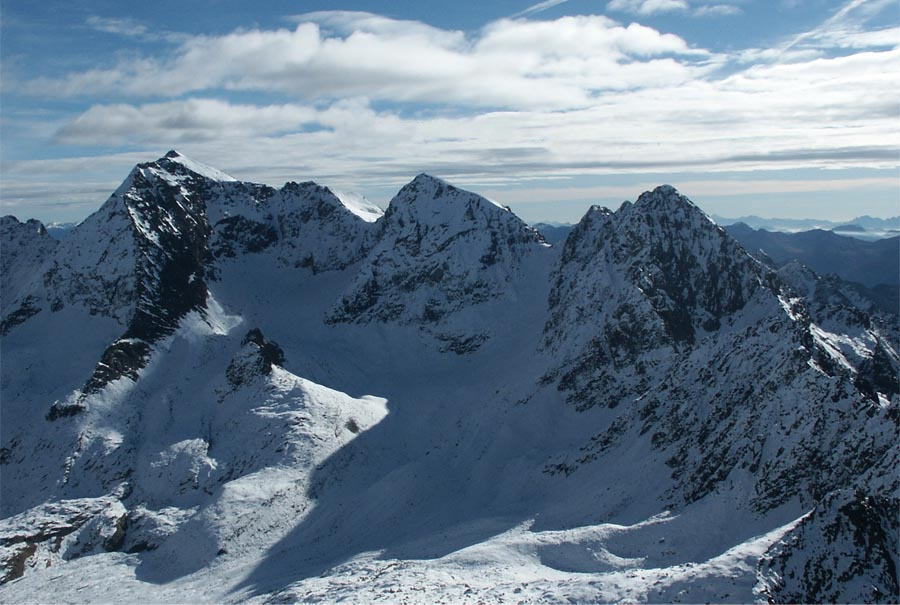
Petzeck

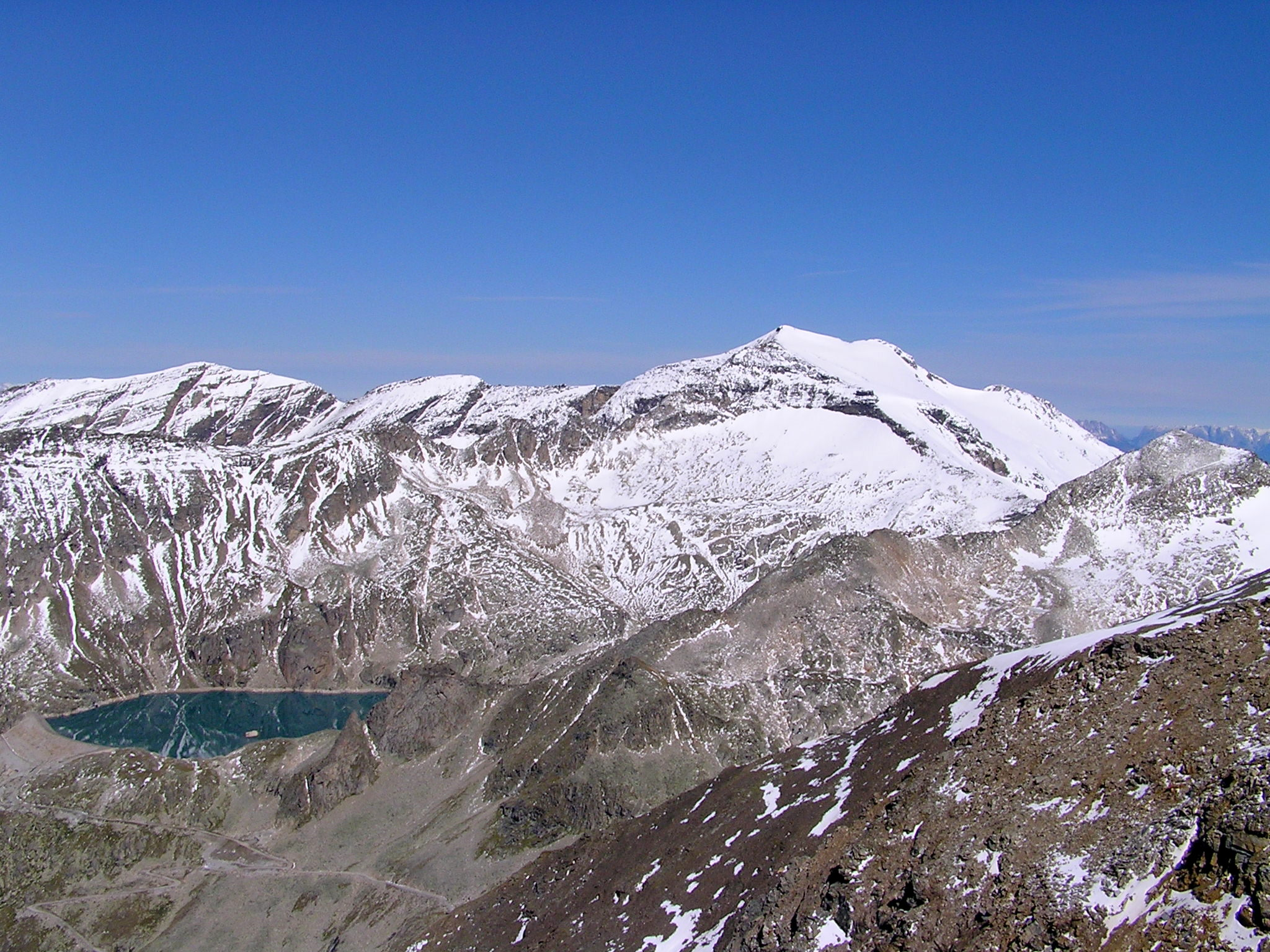
Hocharn

Storicamente i Tauri sono sempre stati considerati come un gruppo alpino, eventualmente suddiviso in Alti Tauri e Bassi Tauri.
La Partizione delle Alpi del 1926 collocava i Tauri nelle Alpi Noriche.
La SOIUSA vede gli Alti Tauri come sottosezione alpina e vi attribuisce la seguente classificazione:
- Grande Parte = Alpi Orientali
- Grande Settore = Alpi Centro-orientali
- Sezione = Alpi dei Tauri occidentali
- Sottosezione = Alti Tauri
- Codice = II/A-17.II

La classificazione tedesca dell'AVE considera questo gruppo alpino in modo diviso e formato dai gruppi 36, 39, 40, 41, 42 e 44 sui 75 della sua classificazione.

## Delimitazione
Confinano:
- a nord con le Alpi di Kitzbühel (nelle Alpi Scistose Tirolesi) e separati dal corso del fiume Salzach;
- a nord con le Alpi scistose salisburghesi (nelle Alpi Settentrionali Salisburghesi);
- a nord-est con i Tauri di Radstadt (nelle Alpi dei Tauri orientali) e separati dal Murtörl;
- ad est con le Alpi della Gurktal (nelle Alpi di Stiria e Carinzia) e separati dal Katschbergpaß;
- a sud con le Alpi della Gail (nelle Alpi Carniche e della Gail);
- a sud con il Gruppo del Kreuzeck (nella stessa sezione alpina);
- a sud con le Alpi della Gail (nelle Alpi Carniche e della Gail);
- a sud con le Alpi Pusteresi (nella stessa sezione alpina) e separati dal passo Gola;
- ad ovest con le Alpi della Zillertal (nella stessa sezione alpina) e separati dalla Forcella del Picco.

## Suddivisione
Secondo la SOIUSA gli Alti Tauri sono a loro volta suddivisi nei seguenti supergruppi:
- Gruppo del Venediger i.s.a.[3]
- Gruppo del Granatspitze
- Gruppo del Glockner
- Gruppo del Schober
- Gruppo del Goldberg
- Gruppo dell'Ankogel i.s.a.[4]

Per maggior completezza la SOIUSA introduce nella suddivisione anche tre settori di sottosezione così composti:
- Alti Tauri Occidentali: formato dal Gruppo del Venediger i.s.a.
- Alti Tauri Centrali: formato dal Gruppo del Granatspitze, dal Gruppo del Glockner e dal Gruppo del Schober
- Alti Tauri Orientali: formato dal Gruppo del Goldberg e dal Gruppo dell'Ankogel i.s.a.

## Vette
- Großglockner - 3.798 m
- Großvenediger - 3.666 m
- Großes Wiesbachhorn - 3.564 m
- Picco dei Tre Signori - 3.499 m
- Pizzo Rosso - 3.495 m
- Simonyspitze - 3.481 m
- Johannisberg - 3.453 m
- Hochalmspitze - 3.360 m
- Petzeck - 3.283 m
- Hocharn - 3.254 m
- Muntanitz - 3.236 m
- Kitzsteinhorn - 3.203 m
- Cima Dura - 3.135 m
- Granatspitze - 3.086 m